# Novgorodovaïta
La novgorodovaïta és un mineral de la classe dels compostos orgànics. Rep el seu nom de Margarita Ivanovna Novgorodova (1938-), mineralogista russa i directora del Museu Mineralògic Fersmann.

## Característiques
La novgorodovaïta és una substància orgànica de fórmula química Ca₂(C₂O₄)Cl₂·2H₂O. Va ser aprovada com a espècie vàlida per l'Associació Mineralògica Internacional l'any 2000. Cristal·litza en el sistema monoclínic. Es troba en forma de grans de fins a 7 mil·límetres de mida. La seva duresa a l'escala de Mohs és 2,5.
Segons la classificació de Nickel-Strunz, la novgorodovaïta pertany a «10.AB - Sals d'àcids orgànics: oxalats» juntament amb els següents minerals: humboldtina, lindbergita, gluixinskita, moolooïta, stepanovita, minguzzita, wheatleyita, zhemchuzhnikovita, weddel·lita, whewel·lita, caoxita, oxammita, natroxalat, coskrenita-(Ce), levinsonita-(Y) i zugshunstita-(Ce).

## Formació i jaciments
Va ser descoberta al dom de sal Chelkar, a la vall d'Aksai (Província d'Aktobé, Kazakhstan), l'únic indret on ha estat trobada aquesta espècie mineral.